# Pleurothyrium intermedium
Pleurothyrium intermedium (Mez) Rohwer – gatunek rośliny z rodziny wawrzynowatych (Lauraceae Juss.). Występuje naturalnie w Peru, Boliwii oraz Brazylii (w stanach Acre i Amazonas). 

## Morfologia
PokrójZimozielone drzewo dorastające do 6–12 m wysokości. Gałęzie mają kolor od pomarańczowoczerwonego do purpurowobrązowego. Młode pędy są owłosione.
LiścieMają podłużnie eliptyczny kształt. Mierzą 15 cm długości oraz 4,5 szerokości. Są skórzaste. Nasada liścia jest ostrokątna. Liść na brzegu jest całobrzegi. Wierzchołek jest spiczasty. Ogonek liściowy jest owłosiony i dorasta do 20 mm długości.
KwiatySą zebrane w wiechy. Rozwijają się w kątach pędów. Dorastają do 15 cm długości. Płatki okwiatu pojedynczego mają podłużny kształt i zielonożółtawą barwę.